# Franco Modigliani
Franco Modigliani (Rim, 18. lipnja 1918. - Cambridge, Massachusetts, 25. rujna 2003.), talijanski ekonomist.
Upisuje, dvije godine mlađi nego što je uobičajeno, Sveučilište u Rimu i to područje prava. Dobiva nagradu s područja ekonomije (I Littoriali della Coltura) te se povezuje s mladim antifašistima i ulazi u politički život na strani oporbe. S početkom zaoštravanja sukoba u Europi on aplicira za imigratsku vizu za SAD te stiže u New York par dana prije početka II. svjetskog rata. Zahvaljujući porijeklu dobiva stipendiju za novootvoren studij namijenjen europljanima žrtvama fašističke diktature te tako upisuje Studij političkih i društvenih znanosti Nove škole za društvena istraživanja. 
Formalno školovanje završava 1941. godine te počinje predavati u New Jersey College-u za žene. Tijekom iduće godine počinje raditi na ekonomiji i statistici na Sveučilištu Bard te na Columbiji. Vraća se 1944. kao profesor u Novu školu i to u Institut za svjetske odnose (Institute of World Affairs) gdje s Hansom Neisserom radi na projektima. U to vrijeme radi i na istraživanju ciklusa štednje koje je kasnije bilo poznato kao Duesenberry-Modigliani hipoteza. Napušta New York zbog stipendije političke ekonomije Sveučilišta u Chicagu gdje je dobio priliku kao istraživač pridružiti se Cowlesovoj komisiji za ekonomska istraživanja. Kratko boravi i na Sveučilištu Illinois kao voditelj istraživackog projekta. 
U suradnji s mladim studentom Richardom Brumbergom postavlja temelje za rad - Hipoteza životnog ciklusa štednje, koji se kasnije proširuju na ponašanje potrošaca i agregatnu štednju. Nakon toga dolazi na Sveučilište sve do 1960. na kojem se s Millerom posvećuje financijskoj strukturi i politici dividenda u tržišnom vrednovanju poduzeća i na tome radi (Modigilani-Millerov teorem o troškovima kapitala).
Kao privremeni predavač radi na MIT-u nakon kojeg odlazi na Sveučilište Northwestern. Proširuje interese na međunarodne financije, međunarodne sisteme plaćanja, proučavanje inflacije, politiku stabilizacije i otvorenu ekonomiju. Kasnih 60-ih bavi se dizajniranjem modela ekonomije SAD-a sponzoriranog od strane Savezne banke zaliha. Nepokolebljivi keinzijanac smatra da je "ekonomist ekonomista" i medu malobrojnim je onima koji uživaju poštovanje i priznanje u svojoj profesiji. 
Godine 1985. dobio je Nobelovu nagradu za ekonomiju za stvaranje i razvoj hipoteze o životnom ciklusu štednje domaćinstva te za razvoj Modigilani – Millerovog teorema o troškovima kapitala.
Glavna djela su mu:
- Liquidity Preferenceand the Theory of Interest and Money (preferiranje likvidnosti i teorija kamata i novca, 1944);
- National Mncome and International Trade (Nacionalni dohodak i međunarodna ekonomija, 1953, zajedno s H. Neisserom);
- Planning Production. Analysis and Forecasting (planska proizvodnja - analiza i predviđanje, 1961);
- Mercat; clel Lavoro (tržište rada, 1975).